# استریای آتروفیکانس
استریای آتروفیکانس به انگلیسی: Striae atrophicans یک بیماری پوستی است که معمولاً به صورت تعدادی ضایعهٔ آتروفیکِ خطی و متقارن با حاشیهٔ مشخص شناخته می‌شود. این ضایعه‌ها اغلب از خطوط پوست پیروی می‌کنند.